# Charly (Métropole de Lyon)
Charly település Franciaországban, Métropole de Lyon különleges státuszú nagyvárosban (métropole: nagyjából „megyei jogú város”). Lakosainak száma 4670 fő (2022. január 1.). Charly Saint-Genis-Laval, Vernaison, Vourles, Irigny és Millery községekkel határos.

## Népesség
A település népességének változása:
| Lakosok száma | 4448 | 4471 | 4687 | 4541 | 4552 | 4563 | 4585 | 4606 | 4670 |
|               | 2013 | 2015 | 2016 | 2017 | 2018 | 2019 | 2020 | 2021 | 2022 |